# Canton de Maringues
Le canton de Maringues est une division administrative française située dans le département du Puy-de-Dôme et la région Auvergne-Rhône-Alpes.
À la suite du redécoupage cantonal de 2014, les limites territoriales du canton sont remaniées. Le nombre de communes du canton passe de 4 à 20.

## Géographie
Dans les limites de 2013, ce canton est organisé autour de Maringues dans l'arrondissement de Thiers. Son altitude varie de 262 m (Limons) à 415 m (Luzillat) pour une altitude moyenne de 303 m.

## Histoire
Les redécoupages des arrondissements intervenus en 1926 et 1942 n'ont pas affecté le canton de Maringues.
Le redécoupage des cantons du Puy-de-Dôme, appliqué le 25 février 2014 par décret, modifie le périmètre de ce canton. Seul Joze quitte le canton pour être rattachée au canton de Lezoux, tandis que d'autres communes issues des cantons de Châteldon et de Randan rejoignent le canton de Maringues : Bas-et-Lezat, Beaumont-lès-Randan, Charnat, Châteldon, Lachaux, Mons, Noalhat, Paslières, Puy-Guillaume, Randan, Ris, Saint-André-le-Coq, Saint-Clément-de-Régnat, Saint-Denis-Combarnazat, Saint-Priest-Bramefant, Saint-Sylvestre-Pragoulin et Villeneuve-les-Cerfs.
À l'issue de ce redécoupage, le canton comprend désormais 20 communes.

## Représentation

### Conseillers généraux de 1833 à 2015
| Période | Période      | Identité                                    | Étiquette            | Qualité |
| ------- | ------------ | ------------------------------------------- | -------------------- | --- |
| 1833    | 1837 (décès) | Mathieu Jean Baudet-Lafarge                 | Gauche               | Juge de paix |
| 1837    | 1852         | Jacques Baudet-Lafarge (fils du précédent)  | Droite               | Avocat, propriétaire, agriculteur ancien sous-préfet d'Ambert                                                                              |
| 1852    | 1870         | Maurice Andrieu (1813-1887)                 | Bonapartiste         | Contrôleur des contributions, juge de paix Maire de Maringues, conseiller d'arrondissement Député (1863-1869)                              |
| 1870    | 1889         | Pierre-Paul Bergougnioux                    | Bonapartiste         | Propriétaire Maire de Maringues (1866-1878)                                                                                                |
| 1889    | 1900 (décès) | Jules Marignier (1838-1900)                 | Républicain          | Ingénieur - Maire de Joze |
| 1900    | 1907         | Emile Marignier                             | Républicain          | Ingénieur - Maire de Joze |
| 1907    | 1925         | Jean-Adolphe Pellet                         | Rad.                 | Médecin - Maire de Maringues (1908-1929)                                                                                                   |
| 1925    | 1937         | Gilbert Agier                               | SFIO                 | Notaire à Maringues |
| 1937    | 1940         | Pierre Jaffeux                              | URD                  | Agriculteur, maire de Maringues Nommé membre de la Commission administrative départementale en 1941 Nommé conseiller départemental en 1942 |
|         |              |                                             |                      | |
| 1945    | 1951         | Joseph Croizet                              | SFIO                 | Sous-directeur de la Caisse départementale des assurances sociales                                                                         |
| 1951    | 1982         | Georges Marignier de Frédeville (1898-1984) | RGR puis CR puis UDF | Ancien membre du Conseil Départemental (1942-1945) Président du Conseil Général (1973-1976) Maire de Joze                                  |
| 1982    | 2001         | Bernard Faure                               | PS                   | Agriculteur, Président de la FDSEA (1977-1984) Maire de Maringues Conseiller régional                                                      |
| 2001    | 2015         | Daniel Peynon                               | UMP puis UDI         | Retraité Maire de Joze |

### Conseillers d'arrondissement (de 1833 à 1940)
| Période                                  | Période      | Identité                      | Étiquette | Qualité |
| ---------------------------------------- | ------------ | ----------------------------- | --------- | --- |
| 1833                                     | 1845         | François Seguin               |           | Ancien notaire, adjoint au maire de Maringues                                                                     |
| 1845                                     | 1848         | Mathieu-Maurice Andrieu       |           | Député (de 1863 à 1869), ancien contrôleur des contributions puis juge de paix à Thiers, propriétaire à Maringues |
| 1848                                     | 1852         | Guillaume Bergounioux-Brasset |           | Médecin à Maringues                                                                                               |
| 1852                                     | 1861         | Claude-Joseph Goyon           |           | Notaire à Maringues                                                                                               |
| 1861                                     | 1889         | Baron Gabriel de Chardin      |           | Propriétaire à Luzillat                                                                                           |
| 1889                                     | 1904         | François Servoingt-Gazet      |           | Propriétaire à Maringues                                                                                          |
| 1904                                     | 1908 (décès) | Quintien Bouche (1843-1908)   | Radical   | Maire de Luzillat                                                                                                 |
|                                          |              |                               |           | |
| 1919                                     | 1922         | Edgar Riffaut                 |           | Propriétaire à Luzillat                                                                                           |
| 1922                                     | 19..         | M. Desgouttes                 | PRS       | |
| 19..                                     | 1934         | M. Tourron-Malouet            |           | Industriel, maire de Maringues                                                                                    |
| 1934                                     | 1937         | Pierre Jaffeux                | Conc.rép. | Agriculteur, maire de Maringues                                                                                   |
| 1937                                     | 1940         | M. Planet-Faure               | Conc.rép  | Adjoint au maire de Maringues                                                                                     |
| 1940                                     |              |                               |           | Les conseils d'arrondissement ont été suspendus par la loi du 12 octobre 1940 et n'ont jamais été réactivés       |
| Les données manquantes sont à compléter. |              |                               |           | |

### Conseillers départementaux à partir de 2015
| Période élective | Période élective | Mandat | Mandat   | Identité            | Nuance | Nuance | Qualité |
| ---------------- | ---------------- | ------ | -------- | ------------------- | ------ | ------ | --- |
| 2015             | 2021             | 2015   | 2021     | Caroline Dalet      |        | PCF    | Animatrice EHPAD de Maringues Ancienne conseillère générale du canton de Châteldon (2010-2015) |
| 2015             | 2021             | 2015   | 2021     | Éric Gold           |        | PRG    | Enseignant Sénateur RDSE depuis 2017 Ancien conseiller général du canton de Randan (2004-2015) Ancien Président de la communauté de communes Plaine Limagne Ancien maire de Saint-Priest-Bramefant |
| 2021             | 2028             | 2021   | en cours | Éric Gold           |        | LREM   | Conseiller sortant |
| 2021             | 2028             | 2021   | en cours | Alexandra Virlogeux |        | DVG    | Première adjointe au maire de Puy-Guillaume |

### Résultats détaillés

#### Élections de mars 2015
Lors des élections départementales de 2015, le binôme composé de Caroline Dalet et Éric Gold (Union de la Gauche) est élu au premier tour avec 55,80 % des suffrages exprimés, devant le binôme composé de Sandra Dezorme et Jérôme Jayet (FN) (27,51 %). Le taux de participation est de 56,44 % (7 431 votants sur 13 166 inscrits) contre 52,8 % au niveau départemental et 50,17 % au niveau national.
Éric Gold a été élu aux élections sénatoriales de septembre 2017 et siège au Sénat au sein du groupe RDSE (Rassemblement Démocratique et Social Européen).

#### Élections de juin 2021
Le premier tour des élections départementales de 2021 est marqué par un très faible taux de participation (33,26 % au niveau national). Dans le canton de Maringues, ce taux de participation est de 39,47 % (5 307 votants sur 13 447 inscrits) contre 36,11 % au niveau départemental. À l'issue de ce premier tour, deux binômes sont en ballottage : Éric Gold et Alexandra Virlogeux (DVG, 54,21 %) et Julien Brugerolles et Lydie Claux (PCF, 26,63 %).
Le second tour des élections est marqué une nouvelle fois par une abstention massive équivalente au premier tour. Les taux de participation sont de 34,36 % au niveau national, 37,4 % dans le département et 39,93 % dans le canton de Maringues. Éric Gold et Alexandra Virlogeux (DVG) sont élus avec 66,83 % des suffrages exprimés (3 262 voix pour 5 370 votants et 13 448 inscrits),,.

## Composition

### Composition avant 2015
Avant le redécoupage cantonal, le canton de Maringues groupait 4 communes.
| Nom                   | Code Insee | Codepostal | Superficie (km2) | Population (dernière pop. légale) | Densité (hab./km2) |
| --------------------- | ---------- | ---------- | ---------------- | --------------------------------- | ------------------ |
| Maringues (chef-lieu) | 63210      | 63350      | 22,11            | 2 776 (2012)                      | 126                |
| Joze                  | 63180      | 63350      | 19,35            | 1 072 (2012)                      | 55                 |
| Limons                | 63196      | 63290      | 14,88            | 696 (2012)                        | 47                 |
| Luzillat              | 63201      | 63350      | 23,19            | 1 018 (2012)                      | 44                 |

### Composition depuis 2015
Le nouveau canton de Maringues comprend désormais vingt communes entières.
| Nom                               | Code Insee | Intercommunalité           | Superficie (km2) | Population (dernière pop. légale) | Densité (hab./km2) | Modifier                                    |
| --------------------------------- | ---------- | -------------------------- | ---------------- | --------------------------------- | ------------------ | ------------------------------------------- |
| Maringues (bureau centralisateur) | 63210      | CC Plaine Limagne          | 22,11            | 3 140 (2022)                      | 142                | modifier les données · modifier les données |
| Bas-et-Lezat                      | 63030      | CC Plaine Limagne          | 12,59            | 346 (2022)                        | 27                 | modifier les données · modifier les données |
| Beaumont-lès-Randan               | 63033      | CC Plaine Limagne          | 5,99             | 315 (2022)                        | 53                 | modifier les données · modifier les données |
| Charnat                           | 63095      | CC Thiers Dore et Montagne | 5,42             | 205 (2022)                        | 38                 | modifier les données · modifier les données |
| Châteldon                         | 63102      | CC Thiers Dore et Montagne | 28,43            | 752 (2022)                        | 26                 | modifier les données · modifier les données |
| Lachaux                           | 63184      | CC Thiers Dore et Montagne | 22,27            | 276 (2022)                        | 12                 | modifier les données · modifier les données |
| Limons                            | 63196      | CC Plaine Limagne          | 14,88            | 729 (2022)                        | 49                 | modifier les données · modifier les données |
| Luzillat                          | 63201      | CC Plaine Limagne          | 23,19            | 1 157 (2022)                      | 50                 | modifier les données · modifier les données |
| Mons                              | 63232      | CC Plaine Limagne          | 13,82            | 559 (2022)                        | 40                 | modifier les données · modifier les données |
| Noalhat                           | 63253      | CC Thiers Dore et Montagne | 5,13             | 230 (2022)                        | 45                 | modifier les données · modifier les données |
| Paslières                         | 63271      | CC Thiers Dore et Montagne | 27,77            | 1 487 (2022)                      | 54                 | modifier les données · modifier les données |
| Puy-Guillaume                     | 63291      | CC Thiers Dore et Montagne | 25,02            | 2 644 (2022)                      | 106                | modifier les données · modifier les données |
| Randan                            | 63295      | CC Plaine Limagne          | 15,65            | 1 622 (2022)                      | 104                | modifier les données · modifier les données |
| Ris                               | 63301      | CC Thiers Dore et Montagne | 15,76            | 735 (2022)                        | 47                 | modifier les données · modifier les données |
| Saint-André-le-Coq                | 63317      | CC Plaine Limagne          | 18,02            | 554 (2022)                        | 31                 | modifier les données · modifier les données |
| Saint-Clément-de-Régnat           | 63332      | CC Plaine Limagne          | 15,00            | 522 (2022)                        | 35                 | modifier les données · modifier les données |
| Saint-Denis-Combarnazat           | 63333      | CC Plaine Limagne          | 10,21            | 247 (2022)                        | 24                 | modifier les données · modifier les données |
| Saint-Priest-Bramefant            | 63387      | CC Plaine Limagne          | 19,06            | 869 (2022)                        | 46                 | modifier les données · modifier les données |
| Saint-Sylvestre-Pragoulin         | 63400      | CC Plaine Limagne          | 23,81            | 1 065 (2022)                      | 45                 | modifier les données · modifier les données |
| Villeneuve-les-Cerfs              | 63459      | CC Plaine Limagne          | 9,89             | 506 (2022)                        | 51                 | modifier les données · modifier les données |
| Canton de Maringues               | 6320       |                            | 334,02           | 17 960 (2022)                     | 54                 | modifier les données                        |

## Démographie

### Démographie avant 2015
| 1962  | 1968  | 1975  | 1982  | 1990  | 1999  | 2006  | 2011  | 2012  |
| ----- | ----- | ----- | ----- | ----- | ----- | ----- | ----- | ----- |
| 4 394 | 4 450 | 4 372 | 4 496 | 4 594 | 4 831 | 5 114 | 5 520 | 5 562 |

### Démographie depuis 2015
En 2022, le canton comptait 17 960 habitants, en évolution de −0,42 % par rapport à 2016 (Puy-de-Dôme : +2,1 %, France hors Mayotte : +2,11 %).
| 2013   | 2018   | 2022   |
| ------ | ------ | ------ |
| 17 574 | 18 068 | 17 960 |